# Torymus solitarius
Torymus solitarius is een vliesvleugelig insect uit de familie Torymidae. De wetenschappelijke naam is voor het eerst geldig gepubliceerd in 1870 door Osten-Sacken.